# 牛丸俊三
牛丸 俊三（うしまる しゅんぞう、1944年5月5日 - ）は、日本の実業家。元パナソニック代表取締役副社長。垂直立ち上げと呼ばれるマーケティング手法を生み出し、中村邦夫社長（当時）のもとで国内営業改革に取り組んだ。

## 経歴・人物
1944年、長崎県長崎市に生まれる。実家近くに勤めていた越中哲也（郷土史家）とは幼少期から交流があったという。長崎市立勝山小学校、長崎大学附属中学校、長崎県立長崎東高等学校を経て、1968年に長崎大学経済学部卒業。十八銀行会長の宮脇雅俊とは、長崎東高・長崎大経済学部時代ともに同期である。大学の1年後輩にローソン社長などを務めた藤原謙次がいた。
1968年に松下電器産業入社。研修を終え、翌年に海外事業本部に配属となった。1971年、録音機事業本部配属となり主に輸出を担当。世界各国の現地法人に勤め、1988年カナダ松下電器社長、1998年イギリス松下電器社長に就任した。
2000年より国内営業を担当。2003年パナソニックマーケティング本部長に就任し、様々な販促手法を打ち出した。「製品に最も魅力があるのは発売日だ」という考えのもと、製品企画の段階から製品発表日や出荷日を考慮し、開発・生産などの他部門と協力しながらマーケティングを立案する「垂直立ち上げ」と呼ばれる手法を生み出した。また、マーケティング本部に宣伝予算が一本化されたことを受けて新製品にも大規模なプロモーションを展開。デジタルカメラ「LUMIX」の宣伝で歌手の浜崎あゆみを起用し、製品の認知度向上に成功した。
2004年常務役員、2006年代表取締役専務を経て、2007年代表取締役副社長に就任。ブランド統一化によるメリットを訴え、社名とブランド名を「パナソニック」に統一した。さらに「Hello! Panasonic」キャンペーンを展開し、ブランド名の周知を図った。2009年に副社長を退任、顧問に就任した。

## 略歴
- 1968年3月 - 長崎大学経済学部卒業
- 1968年4月 - 松下電器産業入社
- 1988年 - カナダ松下電器産業社長
- 1998年2月 - イギリス松下電器産業社長
- 2003年4月 - パナソニックマーケティング本部長、松下コンシューマーエレクトロニクス社長[5]
- 2004年6月 - 松下電器産業常務役員
- 2006年4月 - 同社専務役員
- 2006年6月 - 同社代表取締役専務
- 2007年4月 - 同社代表取締役副社長
- 2009年6月 - パナソニック副社長退任